# Olimpijski stadion u Londonu
Olimpijski stadion u Londonu (engleski: Olympic Stadium) je višenamjenski stadion u Londonu, u Ujedinjenom Kraljevstvu. Središnji je objekt Olimpijskih igara 2012. jer se na njemu, osim svečanosti otvaranja i zatvaranja Igara, događaju i neka športska natjecanja. Nalazi se u Olimpijskom parku u četvrti Stratford. 
Kapaciteta je oko 80.000 mjesta, čime je treći najveći stadion u Ujedinjenom Kraljevstvu nakon Wembleya i Twickenhama. Nakon Olimpijskih i Paraolimpijskih igara kapacitet će biti smanjen na 60.000 mjesta.

## Razvoj
13. listopada 2006. Londonski organizacijski odbor Olimpijskih i Paraolimpijskih igara potvrdio je odabir konzorcija Team Stadium, sastavljenog od tvrtki Sir Robert McAlpine, Populous i Buro Happold, za pregovore s budućim izvođačem radova o izgledu i izvođenju radova na gradnji stadiona.
Ubrzo su stigli drugi prijedlozi izgleda stadiona od ostalih nacionalnih ali i stranih tvrtki. Unatoč tomu, Team Stadium jedini je ispunjavao sve uvjete pa je on i ostao dizajner, osobito zbog toga što je osmislio lokalno prihvaćen Arsenalov stadion Emirates i Olimpijski stadion u Sydneyu.
11. listopada 2011. Hugh Robertson, britanski ministar športa, potvrdio je propast ugovora o preuzimanju stadiona nakon Igara, potpisanog između Olympic Park Legacy Companya i West Hama. Olympic Park Legacy Company je objavio da su pregovori s West Hamom prekinuti zbog rasta zabrinutosti zbog kašnjenja radova uzrokovanih pravnim sporom s Tottenhamom. West Ham nije potpisao ugovor, čime je omogućio OPLC-u prestanak pregovora s klubom. Zbog toga će stadion, koji je stajao 486 milijuna britanskih funti, ostati u javnom vlasništvu i iznajmljivati se nakon novog natječaja